# Фрайкор (Украина)

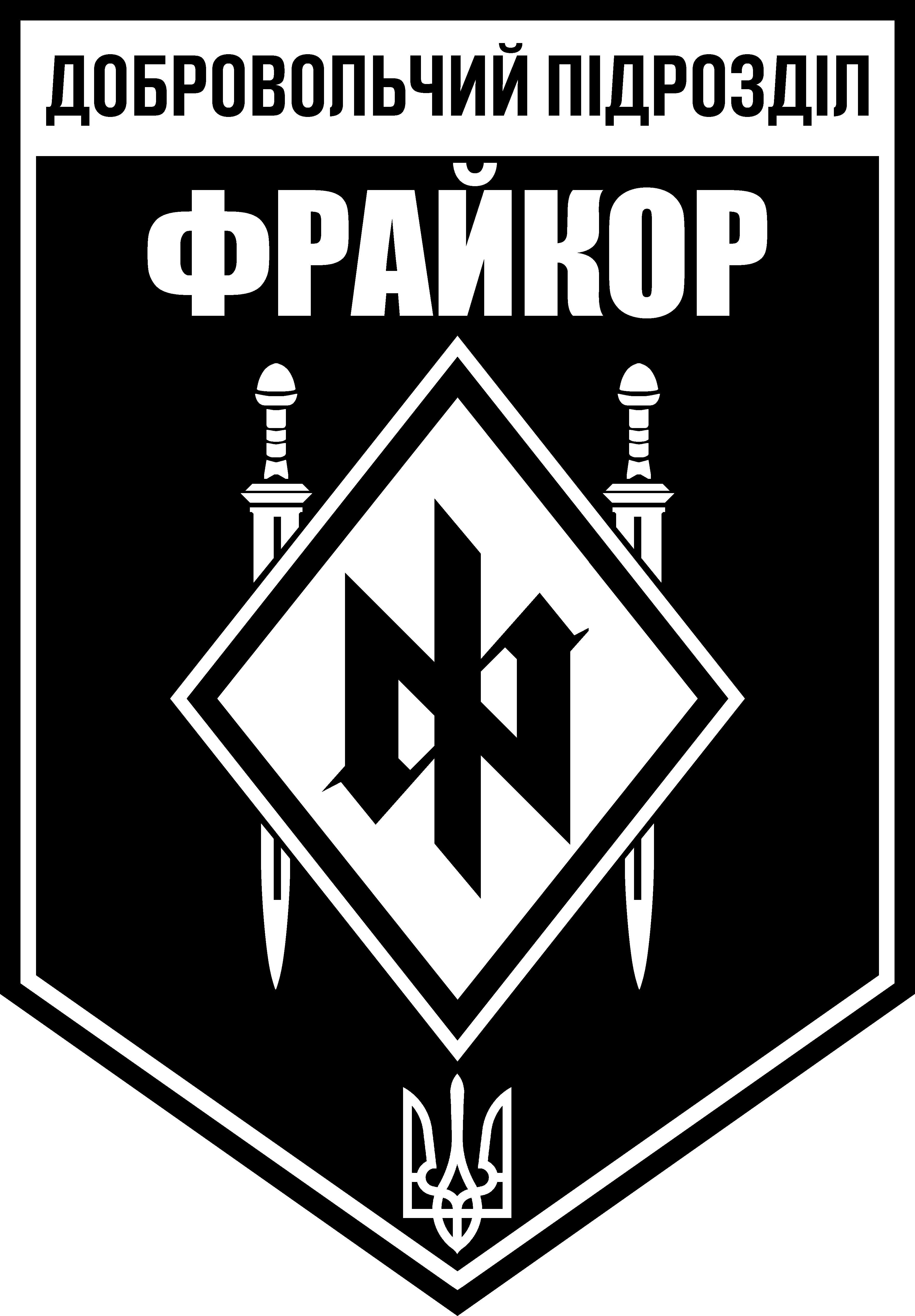

Фрайкор (укр. Фрайкор) — ультраправая организация, сформированная в 2017 году в Харьковской области Украины. Члены «Фрайкор» идентифицируют себя как национал-консерваторы, выступающие в поддержку традиционных ценностей. Организатором Фрайкора был участник Евромайдана, ветеран войны на Донбассе «АТО» и член Национального корпуса Георгий Тарасенко (1996—2022).

## История
Организация была основана в Харькове в 2017 году как отряд добровольцев.
Изначально в группу входило около 50 человек. Ядро группы составляет 20 человек. Средний возраст на 2021 год составлял 24 года. Для того, чтобы попасть в подразделение, кандидат должен пройти идеологическую проверку и пройти экзамен по физической подготовке. Круг сторонников подразделения составляет от 20 до 50 человек.
По словам Богдана Войцеховского, соучредителя ОО «Фрайкор», организация выступает против ЛГБТ.
Командир подразделения Георгий Тарасенко погиб под Малой Роганью 27 марта 2022 года в ходе отражения российского вторжения в Украину. В честь основателя Фрайкора в Харькове в 2023 году появилась Улица Георгия Тарасенко.

## Индиденты
Весной 2019 года в Харькове активисты «Фрайкора» попытались помешать маршу женской солидарности на 8 марта[значимость факта?].
По сообщению FreedomHouse, 17 мая 2019 года около 10 членов организации ворвались на частное мероприятие, объявили, что мероприятие окончено и произнесли речь против ЛГБТ. «Фрайкор» вёл трансляцию своей акции в Facebook. Некоторые из ворвавшихся имели символику Вольфсангела, использовавшуюся немецкой нацистской организацией  «СС».
В июне 2019 года представители организации вместе с участниками объединения «Традиция и порядок», «Правый сектор», «Нацкорпус» во время съезда партии «Доверяй делам» устроили манифестацию, после этого направились к бюсту маршала Жукова, сбросили его с постамента и водрузили там флаг Украины.
В сентябре 2019 года представители организации были задержаны в Харькове во время марша равенства «ХарьковПрайд» из-за столкновений, произошедших после мероприятия. Два участника марша равенства получили ранения. Было задержано 15 членов «Фрайкор». Трём участникам подразделения инкриминировали насилие и угрозы в отношении сотрудников правоохранительных органов.
В марте 2021 года представители организации провели в гимназии № 43 урок патриотического воспитания. После этого директор учебного заведения был отстранён от должности. Секретарь Харьковского городского совета Игорь Терехов написал в своём телеграм-канале: 

Сегодня в 43-й гимназии произошел «неожиданный» и незапланированный урок патриотизма, закончившийся уроком фашизма в исполнении праворадикальной организации «Фрайкор»… Для тех, кто не в курсе: свое название эти ребята берут от немецкого Freikorps. Была такая радикально-патриотическая организация в Германии, которая после своего распада снабдила кадрами НСДАП. Просто нацистов"
.